# إنفورما
إنفورما (بالإنجليزية: Informa)‏ هي مجموعة بريطانية للنشر وذكاء الأعمال والمعارض. يقع مقرها الرئيسي في لندن، وهي مدرجة في بورصة لندن وهي أحد مكونات مؤشر فوتسي 100.
لديها مكاتب في 43 دولة وحوالي 11000 موظف. تمتلك إنفورما العديد من العلامات التجارية بما في ذلك سي آر سي بريس ومؤتمر مطوري الألعاب وروتليدج وتايلور وفرانسيس.
استحوذت إنفورما على يو بي إم [الإنجليزية] في يونيو 2018 كجزء من استراتيجيتها للتوسع في أمريكا الشمالية وآسيا. 

## روابط خارجية
- الموقع الرسمي